# Andreas Kämmerling

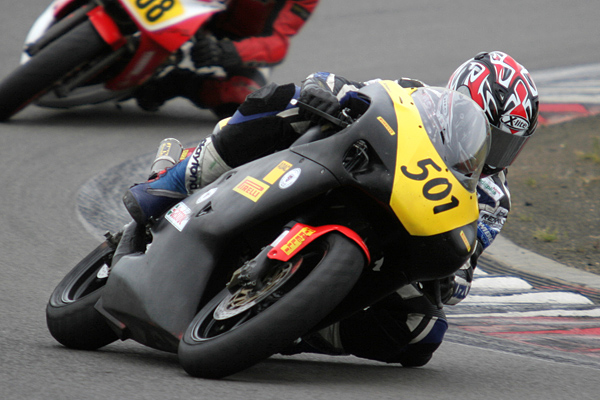
Am Nürburgring 2006

Andreas Kämmerling (* 1. Juni 1963 in Düsseldorf) ist ein deutscher Motorradrennfahrer.

## Leben
Kämmerling besuchte das Humboldt-Gymnasium Düsseldorf und war in einer Jahrgangsstufe mit Andreas Frege (Campino) und Michael Breitkopf (Breiti). Durch seine schon früh ausgeprägte Leidenschaft für Motorräder waren seine schulischen Leistungen so schlecht, dass er zwei Klassen wiederholen musste und letztlich nach der zehnten Klasse das Gymnasium verließ. Er begann eine Ausbildung als Maler und Lackierer, die er 1984 erfolgreich beendete.
Sein erstes Rennen fuhr er 1987 auf einer Suzuki GSX-R 750 auf dem Nürburgring. Im Jahre 1989 und 1990 fuhr er mit dem abgelegten Material von Ralf Waldmann in der Deutschen Meisterschaft bis 80 cm³ und bis 125 cm³. Durch das veraltete und ausgebrannte Material und ohne Sponsoren konnte Kämmerling lediglich kleinere Achtungserfolge durch beherzte Fahrweise erzielen. Dennoch gelang es ihm 1991, auf nationaler Ebene zum Profi im Team „Motorrad-Krage-Racing“ Krefeld aufzusteigen. In dieser Saison pilotierte er eine Vorjahrs-GSX-R-750. Durch viele Stürze und dadurch erlittene Frakturen wechselte er noch innerhalb der Saison auf eine Seel in die kleine 80er-Klasse zurück. Bei seinem letzten Rennen konnte er sich seine einzige Pole-Position sichern. Durch einen Plattfuß des neu montierten Vorderreifens fiel er schon an der Startlinie aus. Er beendete seine kaum begonnene Profi-Karriere.
Nach dem Besuch des Abendgymnasiums studierte Kämmerling von 1995 bis 2001 Medizin in Düsseldorf, promovierte im Jahre 2002 im Institut für Thorax- und Kardiovaskulare Chirurgie und absolvierte im Anschluss eine Facharztausbildung zunächst zum Internisten, später auch zum Kardiologen.
Nach dem Studium begann er seinen Wiedereinstieg in den Motorradsport. Im Deutschen Seriensport-Cup sicherte er sich bei seinem ersten Rennen nach elf Jahren den siebten Platz. Seit 2003 fuhr Kämmerling eine speziell vorbereitete Aprilia RS 250 der Firma FRP Fiedler aus Welschenbach. Mit Material in bester Qualität ausgestattet, wurde er 2005 mit einem halben Punkt Rückstand Vizemeister und 2006 gewann er den Cup souverän. Kämmerling galt als Experte für nasse Bedingungen. Im Jahre 2007 beendete er seine Karriere.
Kämmerling ist in zweiter Ehe verheiratet. Sein ältester Sohn Daniel Kämmerling gewann 2009, im Alter von siebzehn Jahren, als jüngster Gesamtsieger seit Bestehen des Wettbewerbs ebenfalls den Cup. Daniel Kämmerling startete von 2010 bis 2012 unter der Betreuung seines Vaters in der 125er-Klasse der Internationalen Deutschen Meisterschaft (IDM) auf Seel-Honda.
| Personendaten    | Personendaten                |
| ---------------- | ---------------------------- |
| NAME             | Kämmerling, Andreas          |
| KURZBESCHREIBUNG | deutscher Motorradrennfahrer |
| GEBURTSDATUM     | 1. Juni 1963                 |
| GEBURTSORT       | Düsseldorf                   |